# Zawadka (Myślenice)
Pour les articles homonymes, voir Zawadka.
Zawadka est une localité polonaise de la gmina de Tokarnia, située dans le powiat de Myślenice en voïvodie de Petite-Pologne.